# Hoekfrequentie
In de natuurkunde is de hoekfrequentie ω een scalaire maat voor de mate van rotatie. De hoekfrequentie is de grootte van de vectorgrootheid hoeksnelheid.
Een omwenteling is gelijk aan 2π radialen, dus
{\displaystyle \omega ={{2\pi } \over T}={2\pi f}={\frac {|v|}{|r|}}}
waar 
ω is de hoekfrequentie (gemeten in radialen per seconde),
T is de periode (gemeten in seconden),
f is de gewone frequentie (gemeten in hertz),
v is de raak-snelheid van een punt rondom de rotatie-as (gemeten in meters per seconde),
r is de lengte van de straal van rotatie (gemeten in meters).
De term wordt niet alleen gebruikt bij fysieke rotatie, maar ook bij de rotatie van de vector {\displaystyle e^{2\pi ift}=e^{i\omega t}} om de oorsprong in het complexe vlak, en dienovereenkomstig ook voor de grootheid {\displaystyle 2\pi f} voor hoekfrequentie. Zo heeft bijvoorbeeld de functie {\displaystyle \cos(2\pi ft)=\cos(\omega t)} (het reële deel van de complexe vector) frequentie {\displaystyle f} en hoekfrequentie {\displaystyle \omega }.